# Гревилл, Фрэнсис, 1-й граф Уорик
Фрэнсис Гревилл, 1-й граф Уорик (англ. Francis Greville, 1st Earl of Warwick; 10 октября 1719 — 8 июля 1773) — британский дворянин. Он был известен как лорд Брук с 1727 по 1746 год и граф Брук с 1746 по 1759 год.

## Биография
Родился 10 октября 1719 года. Младший сын Уильяма Гревилла, 7-го барона Брука (ок. 1694—1727), и Мэри Тинн (ок. 1702—1720), дочери достопочтенного Генри Тинна.
28 июля 1727 года после смерти своего отца Фрэнсис Гревилл унаследовал титул 8-го барона Брука и Уорикский замок. Он получил образование в Винчестерском колледже (Винчестер, графство Хэмпшир) .
7 июля 1746 года Фрэнсис Гревилл получил титул 1-го графа Брука из замка Уорик. С 1749 по 1757 год — лорд-лейтенант графства Уорикшир. В 1743 году ему был пожалован Орден Чертополоха.
В 1759 году Фрэнсис Гревилл подал прошение королю Георгу II о титуле графа Уорика, когда умер Эдвард Рич, 8-й граф Уорик (1695—1759). Прошение Фрэнсиса было удовлетворено (13 ноября 1759 года ему был пожалован титул графа Уорика), и Уорикский замок снова перешел во владение графов Уорика.

## Меценатство
Брук отвечал за различные ремонтные работы в замке, включая строительство Государственной столовой и частных апартаментов. Ланселот Браун был нанят графом для реконструкции садов и территорий вокруг замка .
Фрэнсис был значительным покровителем художников, таких как Джошуа Рейнольдс, Томас Гейнсборо, Аллан Рамзи, Ангелика Кауфман, Томас Патч и Джордж Стаббс. В 1748-1752 годах Джованни Антонио Каналетто было поручено нарисовать пять знаменитых видов замка. Его сын Джордж Гревилл, 2-й граф Уорик, улучшил замок и купил большую часть его нынешней мебели.

## Семья

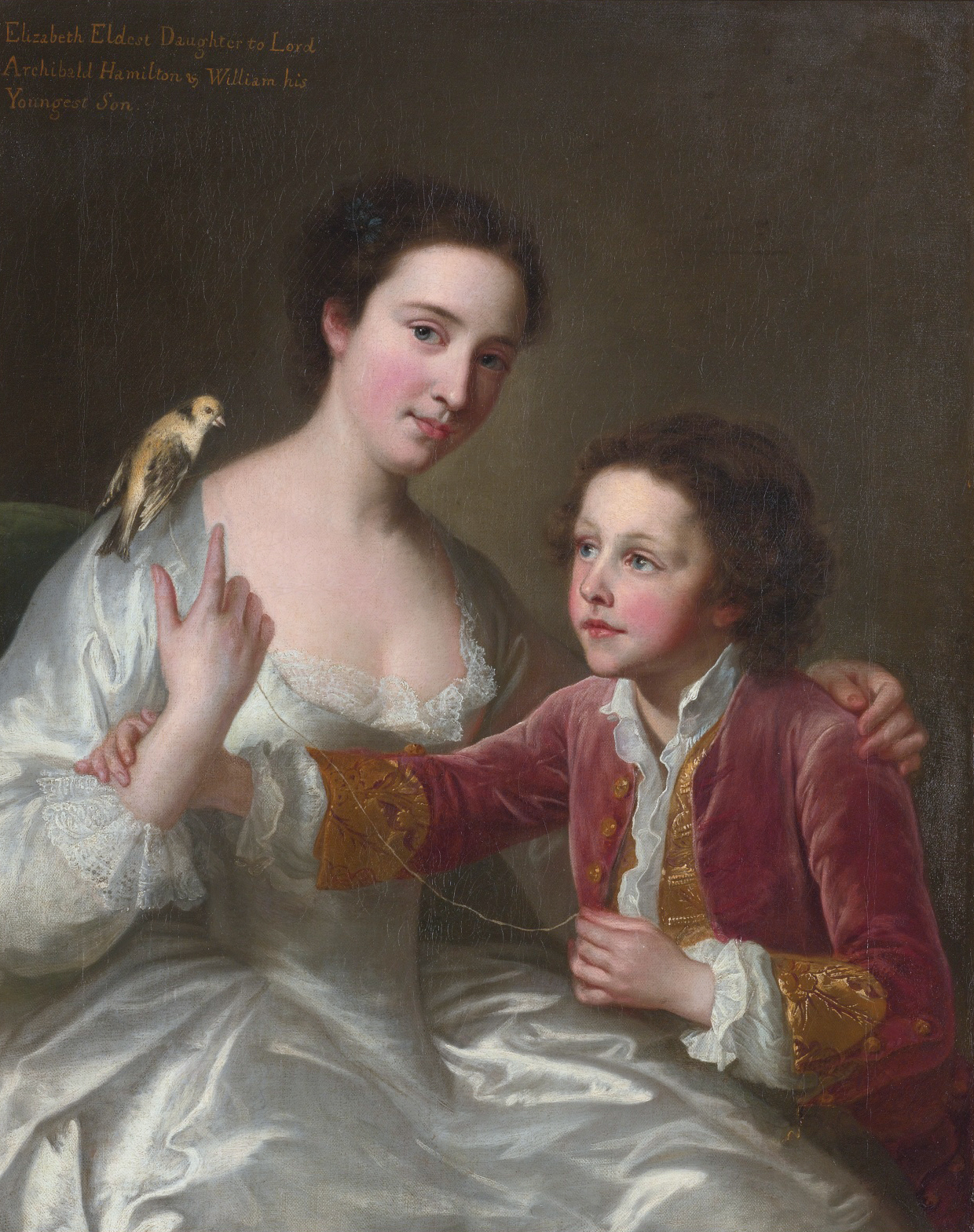
Элизабет Гамильтон, позже графиня Уорик (1720—1800), и её брат Уильям (Уильям Хоар)

15 мая 1742 года Парк-Плейс, Ременемм, Беркшир, Фрэнсис Гревилл женился на Элизабет Гамильтон (22 августа 1720 — 24 февраля 1800), дочери лорда Арчибальда Гамильтона и леди Джейн Гамильтон. У супругов было восемь детей:
- Леди Луиза Огаста Гревилл (1743 — ок. 1779), в 1770 году она вышла замуж за Уильяма Черчилля в 1770 году.
- Леди Фрэнсис Элизабет Гревилл (11 мая 1744 — 6 апреля 1825), в 1762 году она вышла замуж за сэра Генри Харпура, 6-го баронета.
- Леди Шарлотта Мэри Гревилл (ок. 1745 — 31 мая 1763), в 1762 году вышла замуж за Джона Стюарта, 7-го графа Галлоуэя.
- Джордж Гревилл, 2-й граф Уорик (16 сентября 1746 — 2 мая 1816), старший сын и преемник отца.
- Леди Изабелла Гревилл, умерла в детстве
- Достопочтенный Чарльз Фрэнсис Гревилл (12 мая 1749—1809), антиквар, коллекционер и политик
- Достопочтенный Роберт Фулк Гревилл (3 февраля 1751 — 27 апреля 1824), политик и офицер, в 1796 году он женился на Луизе Мюррей (урожденной Кэткарт), графине Мэнсфилд.
- Леди Энн Гревилл (1760—1783).

После охлаждения их брака и после романа Элизабет с генералом Робертом Клерком граф Уорик и его жена официально расстались в сентябре 1765 года.